# Blåtjajaurajte
Blåtjajaurajte är en sjö i Sorsele kommun i Lappland och ingår i Umeälvens huvudavrinningsområde. Sjön har en area på 0,188 kvadratkilometer och ligger 576,1 meter över havet. Blåtjajaurajte ligger i Vindelfjällen Natura 2000-område.

## Delavrinningsområde
Blåtjajaurajte ingår i det delavrinningsområde (731870-152329) som SMHI kallar för Utloppet av Bissajaure. Medelhöjden är 595 meter över havet och ytan är 5,79 kvadratkilometer. Det finns ett avrinningsområde uppströms, och räknas det in blir den ackumulerade arean 52,8 kvadratkilometer. Biergenisjukke som avvattnar avrinningsområdet har biflödesordning 3, vilket innebär att vattnet flödar genom totalt 3 vattendrag innan det når havet efter 405 kilometer. Avrinningsområdet består mestadels av skog (78 procent). Avrinningsområdet har 1,27 kvadratkilometer vattenytor vilket ger det en sjöprocent på 21,9 procent.